# アステル
アステル（ASTEL:1995年10月 - 2006年12月）は、かつて存在したPHS事業者アステルグループの総称、およびアステルグループが提供していたPHSのブランド名である。
“テレコミュニケーションの進歩形”を意味する英語「Advanced Style of Telecommunications」の略称として付けられた。「明日の電話」（あすのでんわ〈TEL〉）という意味も込められているとされる。

## 概要
1995年10月に、NTTパーソナル（後のNTTドコモ（PHS））やDDIポケット（後のウィルコム → ワイモバイル → ソフトバンク・ウィルコム沖縄連合 Y!mobileブランド）に次いでサービスを開始した。電力系通信事業者（実質的には親会社の電力会社）が実質的な母体であり、事業地域は電力事業者の管轄区域と一致する。
サービスの企画・統括を担っていた中核会社のアステル東京には、三井物産および三菱商事と住友商事の大手商社、デジタルホンを展開していたJRグループの日本テレコム（後のソフトバンクテレコム → ソフトバンク）・国際電信電話・日本高速通信・国際デジタル通信といった当時は非NTT・非DDI系の通信会社（これら企業は現在KDDI・ソフトバンクに集約されている）と、新規事業を模索していたダイエー・リクルート（当時ダイエー子会社）が出資ならびに人材を送り込んでいた。
リクルートからアステル東京へ出向していた柳田要一（現Eストアー取締役）の発案により着信メロディの配信サービスを先駆けて行い、1998年にアステル東京が着メロを商標登録した。なお、商標はYOZANが承継した後、競売により権利は他社が取得している。
アステル各社は設立当時から各地域での独自色が濃かった。通信回線も、電力系通信事業者の回線を利用した独自網で展開する北海道・東北・北陸・中部・四国の各社と、NTT回線に依存する東京・関西・中国・九州・沖縄の各社でグループが二分されていた。前者を「接続型アステル」または「独自網アステル」、後者を「活用型アステル」または「依存網アステル」と呼ぶ。
そのため、当初独自網アステルからNTT依存網アステルや他の独自網アステルへのローミングが出来ないなど、他のPHS事業者では起こりえない問題が発生していた。1998年4月にようやく「全国ローミングサービス」により各地方会社の端末および網の間で全国での発着信が可能となったものの、ローミング時の料金体系の相違は最後まで解決されなかった。
また当時のエリアマップを見ると人家の少ない山間部でサービスを行っている地点があった。これは送電施設・発電ダム等の電力会社の施設に付帯して設置されたアンテナによるものであり、電力系通信事業者を母体としていたアステルの特徴だった。

### 衰退
携帯電話の低価格化とサービスエリアの狭さからPHSの契約数は伸び悩み、1998年にはNTTパーソナルが自主経営を断念したことで、赤字体質が露呈する。アステルグループ会社は、2005年の事業終息まで独立会社として存続した沖縄を除き、経営難などにより1999年のアステル東京を皮切りに順次、母体の電力系通信事業者に吸収合併もしくは事業譲渡ののち法人清算となった。
2002年8月1日には、日本テレコムから東京テレメッセージを2001年に買収したITベンチャーの鷹山が、東京通信ネットワークのPHS（東京電話アステル）事業を買収。
それから間もない2002年11月30日に九州通信ネットワークがアステル九州の新規受付を停止。2003年11月19日にアステル九州のサービスが終了し、PHS事業者としては日本国内初のサービス廃止となった。九州地方の撤退を皮切りに、他のアステルグループも一気に事業終了への流れが加速した。

## グループの終焉
2004年12月1日をもって全国ローミングサービスが停止し、グループとしての体をなさなくなったことから、アステルグループはこの時点で事実上崩壊した。同日の時点で九州・北海道・北陸・関西がサービスを終了しており、中国も終了が決定していた。また四国・中部・沖縄も新規受付を終了していた。
最後まで新規受付を継続していた東北も、2005年7月28日をもって終了した。
沖縄を除くアステル地域会社ではサービス終了に先立ち、既存のアステル契約者にはウィルコム（旧DDIポケット）のPHSに加え、一部地域会社では携帯電話への移行が行われた。アステル地域会社から契約者宛てに送付されるカタログから希望する電話会社と機種を選んで申し込む形式で、選べる機種は限定された。場合によってはプリペイド式携帯電話への移行もできた。移行により電話番号が変更になった。新規加入手数料・機種代金はアステル地域会社の負担で行われた。ただし東北は、ウィルコムの新規加入手数料については、移行手続きとは別途に東北インテリジェント通信とウィルコム双方で手続きを要し、それがない場合は加入者負担となった。詳細は、アステル東北を参照。また、沖縄の移行方法についてはアステル沖縄#ウィルコム沖縄への営業譲渡までの項を参照。
唯一アステルPHS音声サービスを運営していたアステル東北も2006年12月20日に事業を終了し、アステルグループ音声PHSの事業は約12年で完全に幕を閉じた。

## サービス

### データ通信
1997年にPIAFS1.0規格による32kデータ通信サービスを開始。1998年にはデュプレックス型（＝センター合成方式）という独自方式での64kbpsデータ通信サービスを開始した。これは2台の端末を使うもので、初期にはデスクトップ機用のアダプタのみ提供され、接続カードと端末がそれぞれ2つ必要とされた。後に、音声端末を接続可能で、単体では 32kbps、音声端末併用で 64kbpsとなるデータ通信カード「AN-X1」が発売された。ただし、2台の端末を使うという点は変わらず、PIAFS2.0/2.1 規格の端末は最後まで発売されなかった。

#### データ通信定額制
2000年初夏ごろから独自網アステル各社の一部では、その独自網を活用して、各社各様に、定額制のPHSデータ通信サービスを開始した。北海道「定額ダイヤルアップ接続サービス」、北陸・四国「ねっとホーダイ」、東北「おトーク・どっと・ネット」、関西「eo64エア」、中国「MEGA EGG 64」である。最も初期のサービスは、モバイルデータ通信定額制としては現在でもサービスが続いているDDIポケット（現ウィルコム）のAirH"（現AIR-EDGE）よりも一年近く先行して開始された。32kbpsで開始したサービスが多く、また一部には混雑時に時間帯制限を設けているものもあった。これは後に24時間制限無しのサービスも提供された。
また、アステルグループ各社各様に開始したため、サービスエリアが各地方会社のエリア内に限定された。全国サービスエリア展開は叶わず、また提供エリアが主要都市部のみの提供となっているものも多く、2001年8月にAirH"、2003年にアットフリードがスタートすると徐々にその存在感を失っていった。さらにPHS事業自体を終了する事業者が相次ぎ、最後まで残っていたeo64エアも2011年9月30日を以って、サービスを終了した。
なお、アステル関西（ケイ・オプティコム）のeo64エアとアステル中国（エネルギア・コミュニケーションズ）のMEGA EGG 64は、アステル時の無線帯域免許と基地局およびケイ・オプティコムの光ファイバー設備を活用して誕生したサービスであり、アステルブランドのサービスではない。MEGA EGG 64は2007年2月28日新規受付終了、同年9月30日サービス終了。eo64エアは2010年8月31日新規受付終了、2011年9月30日サービスを終了した。

### MOZIO
MOZIO（モジオ）は、PHS音声端末による情報配信サービスとメールサービスの名称。着信メロディサービスに続いて柳田要一が開発に関わり、iモードに先駆けて1998年10月に東京を皮切りにサービスが開始された。PIAFSによる回線交換接続で、通信料は完全従量制、情報利用料は不要。2004年11月30日（東京のメールサービスのみ2005年3月31日）に完全終了した。
- MOZIOナビ - MOZIOナビサーバーに接続し、メニューサイトでニュース・天気・占い・ファッションなどの情報閲覧や、アステル提供の「スーパー着メロ」メニューで最大3和音の着信メロディのダウンロードが出来る。メニューサイト数は約70で、情報料課金は行われず通信料のみで利用できた。iモードに先駆けて通話端末に情報コンテンツ配信をしていた。ただし、iモードなど携帯電話IP接続サービスとは異なり、位置情報以外の送信（アップロード）は不可で、インターネットバンキングや掲示板など双方向コンテンツは用意されず、あくまで配信コンテンツを閲覧・保存することしかできなかった。専用網接続による独自仕様のため勝手サイトの閲覧も不可。
- MOZIOダイレクトメール - 対応機種間で512文字までのメッセージを直接送受信できるショートメッセージサービス。チャットも可能。DDIポケットのPメールやドコモPHSのきゃらトークとは互換性は無い。データ通信カードを接続することでPCでの利用も可能。
- MOZIOeメール - 1999年10月から開始されたキャリアメール。「@phone.ne.jp」ドメインで送受信できる。

### ドットi
ドットi（ドットアイ）は、2000年12月に東京でAJ-51の発売と同時に開始された携帯電話IP接続サービスである。iモードから21ヶ月と大きな遅れをとったが、cHTMLブラウザを内蔵したのはPHSとしては先駆けだった。
接続先として既定のドットiプロバイダの他に、ISPのPIAFS対応アクセスポイントへの接続が可能であり、POP3・SMTPといったパソコン環境のインターネットメールの利用ができた。メニューサイトはMOZIOナビとは異なるものであり、サイト数は少なかったが勝手サイトの閲覧が可能となった。また、「@phone.ne.jp」ドメインの「ドットiメール」（キャリアメール）の利用も可能である。
しかし、2001年2月にはドコモPHSが同種のサービス「ブラウザホン」をカラー液晶端末（641S）の投入と同時に開始したことから、契約者の減少傾向に歯止めはかけられず、東京では2004年11月30日（東京のドットiメールのみ2005年3月31日）に完全終了した。なお、ISP接続であればPHSサービス終了まで利用可能だった。一部地域では同サービスが提供されずにアステルPHSサービス自体が終了した。

### ポケベル一体型サービス
テレメッセージ各社のポケベル機能をPHS端末に一体化した機種が発売されていた。沖縄テレメッセージは2017年4月までサービスを継続しており、Panasonic製PHS・ポケベル一体型端末「A831」は沖縄の一部ではポケベルとしてのみ使用可能であった。

### 通話サービス
着メロ
1997年に開始。テレホンダイヤルに電話し、プッシュホン操作で楽曲を選択すると単音の着信メロディーのデータがダウンロードされる。配信楽曲は定期的に見直され、料金明細書同封のチラシなどで案内されていた。通話料のみで利用可能。2004年7月31日を以て完全終了。
まっtel
着信専用とすることで基本料金を無料もしくは廉価とした契約プランであり、各社でバラツキがある。
- アステル関西では基本料金が不要。
- アステル東京では通常契約に加えて2台目として持つ場合に適用され、基本料金は210円。対応端末がAT-15(X)のみに限られていた。
- TOHKnetでは東京と同じ条件ながら基本料金は不要だった。

プリペイドPHS
プリペイド携帯電話に倣ったプリペイドPHSサービスであり、2000年11月に「プチペイド」の名称で東京で開始。トミーやセガトイズから玩具ルートで個別の商品名を付けて発売された。

## アステル事業を運営していた事業者一覧と各社の業務区域
すべて各電力会社と同じ管轄で事業を行っていた。
- アステル北海道 - 北海道
- アステル東北 - 青森県、岩手県、宮城県、秋田県、山形県、福島県、新潟県
- アステル東京 - 茨城県、栃木県、群馬県、埼玉県、千葉県、東京都、神奈川県、山梨県、静岡県（富士川以東）
- アステル中部 - 長野県、岐阜県、静岡県（富士川以西）、愛知県、三重県
- アステル北陸 - 富山県、石川県、福井県
- アステル関西 - 滋賀県、京都府、大阪府、兵庫県、奈良県、和歌山県
- アステル中国 - 鳥取県、島根県、岡山県、広島県、山口県
- アステル四国 - 徳島県、香川県、愛媛県、高知県
- アステル九州 - 福岡県、佐賀県、長崎県、熊本県、大分県、宮崎県、鹿児島県
- アステル沖縄 - 沖縄県

また、2011年10月現在のアステル各社の動向は次のとおりである。
| 事業名称       | 公式サイト | 末期の運営会社                   | 新規受付終了日 | サービス終了日 | 備考                                                                     |
| -------------- | ---------- | -------------------------------- | -------------- | -------------- | ------------------------------------------------------------------------ |
| アステル北海道 | 終了       | 北海道総合通信網                 | 2003年8月30日  | 2004年3月25日  |                                                                          |
| アステル東北   | 終了       | 東北インテリジェント通信         | 2005年7月28日  | 2006年12月20日 |                                                                          |
| アステル東京   | 終了       | YOZAN                            | 2005年4月20日  | 2005年11月30日 |                                                                          |
| アステル中部   | 終了       | 中部テレコミュニケーション       | 2004年5月12日  | 2005年5月27日  |                                                                          |
| アステル北陸   | 終了       | 北陸通信ネットワーク             | 2003年11月30日 | 2004年5月26日  |                                                                          |
| アステル関西   | 終了       | ケイ・オプティコム               | 2004年4月6日   | 2004年9月30日  | 64kbps定額制データ通信サービス・eo64エアは2011年9月30日終了。            |
| アステル中国   | 終了       | エネルギア・コミュニケーションズ | 2004年5月19日  | 2004年12月9日  | 64kbps定額制データ通信サービス・MEGA EGG 64は2007年9月30日サービス終了。 |
| アステル四国   | 終了       | STNet                            | 2004年7月28日  | 2005年5月26日  |                                                                          |
| アステル九州   | 終了       | 九州通信ネットワーク             | 2002年11月30日 | 2003年11月19日 |                                                                          |
| アステル沖縄   | 終了       | アステル沖縄                     | 2004年11月15日 | 2005年1月25日  | ウィルコム沖縄へ事業譲渡                                                 |

## 通信端末

### 主な参画メーカー
- 日本無線　略称「J」
- 東芝　略称「T」
- ミヨシ電子　略称「X」
- 松下通信工業　略称「P」
- デンソー　略称「D」
- 日本電気(NEC)　略称「N」
- 日本アイビーエム　略称「I」
- シャープ　略称「S」

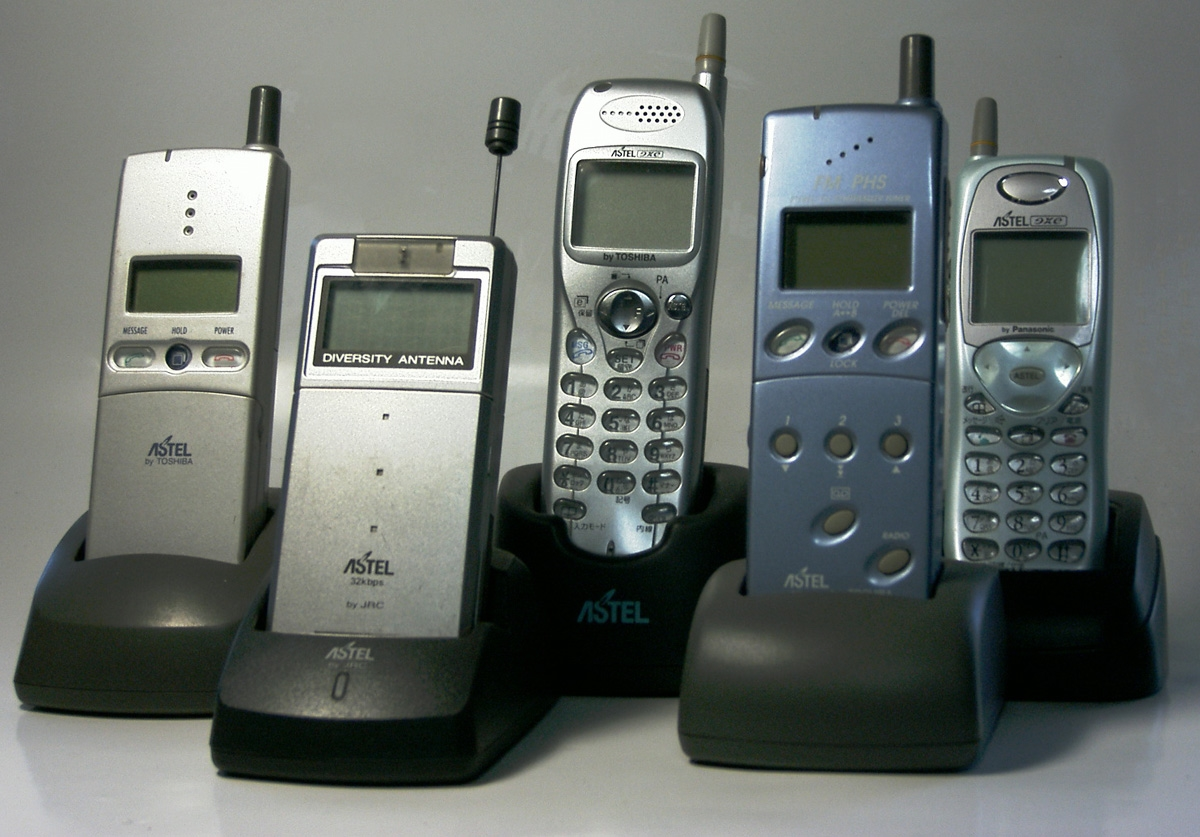
アステルPHS端末例 A271,AJ-15,AT-33,AT-15,AP-33

- 三菱電機　略称「M」 - 他社では「D」だが、アステルではデンソーが「D」を使っているため、MITSUBISHIのMとなった。
- ユニデン　略称「U」
- 日立製作所 略称「H」
- 鳥取三洋電機　略称「Y」 - 他社では「SA」もしくは「ST」だが、アステルでは全て1文字で表わすことになっており、同じくSで始まるシャープとの混同を避けるため「Y」となった。

### 音声端末

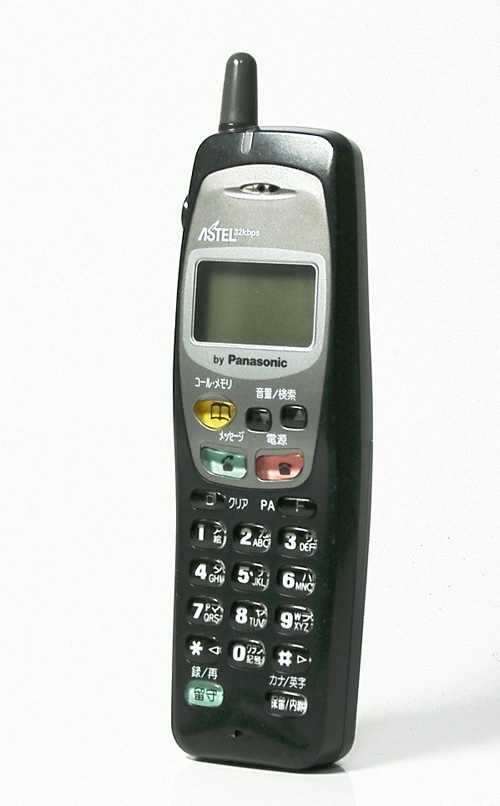
AP-12 （1996年）
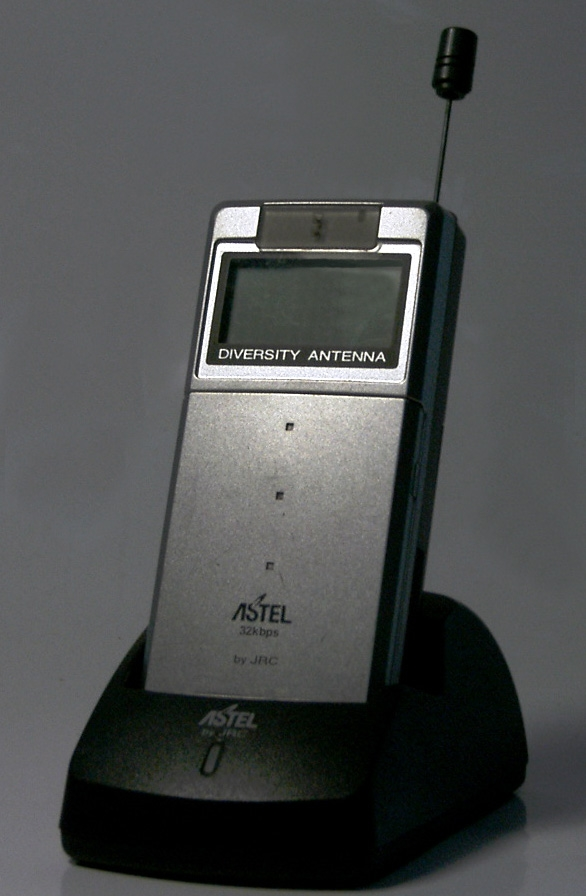
AJ-15 （1997年）

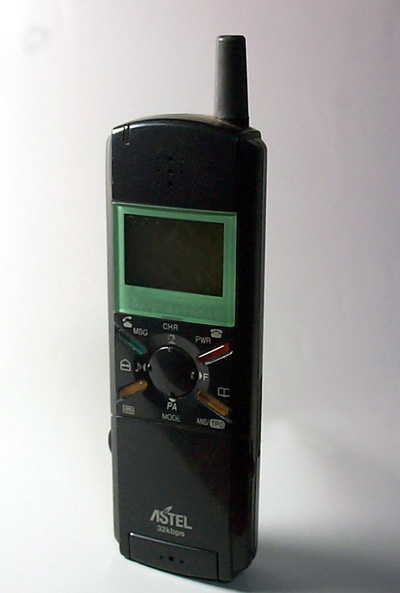
AM-15 （1997年）
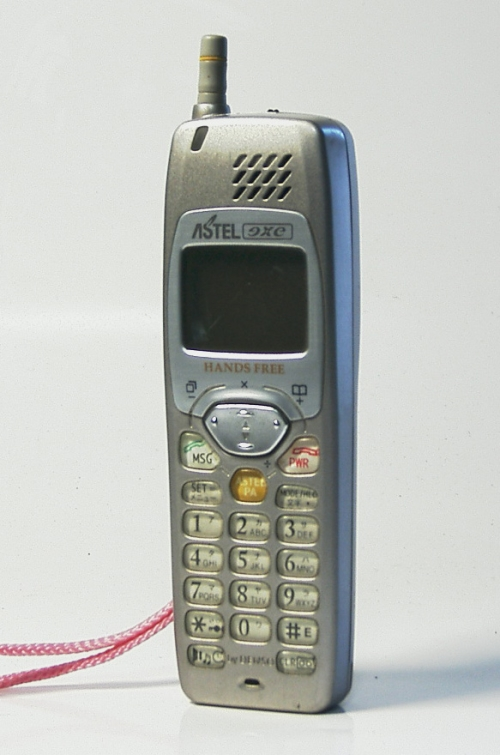
AD-31 （1998年）

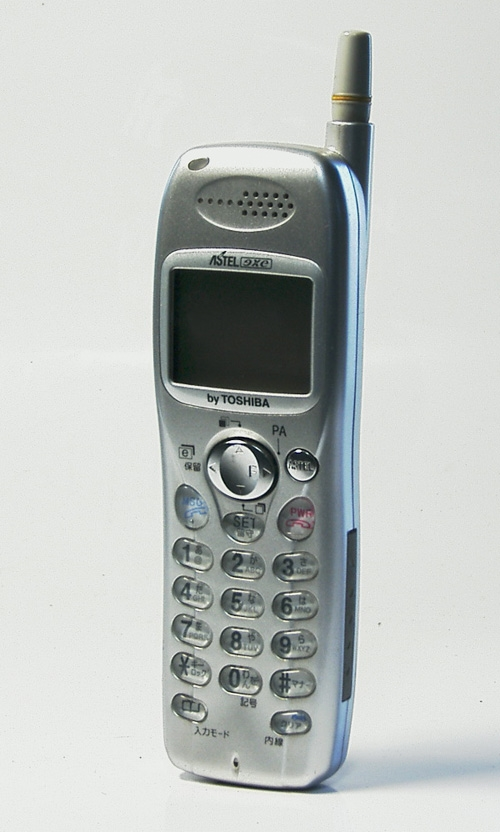
AT-33 （1998年）
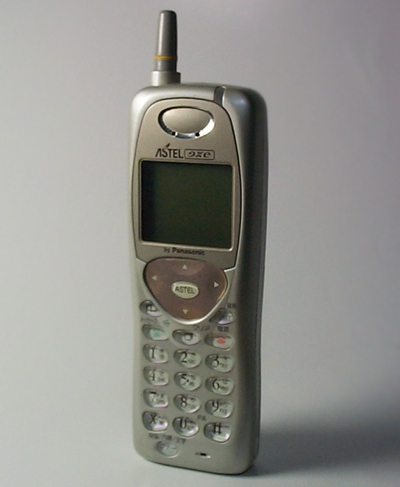
AP-33 （1999年）

#### アステル電話機 (32kbps通信非対応)
- A111
- A112
- A121
- A131
- A141
- A151
- A152
- A161
- A162
- A171
- A211
- A231
- A232
- A241
- A251
- A261
- A271
- A281
- A831

#### アステル 32kbps シリーズ
- AN-11
- AP-11
- AS-11
- AD-11
- AY-11

#### アステル exe シリーズ
AT-31
「MOZIO」対応。
AD-31
「MOZIO」対応。
AJ-32
「MOZIO」「Aメールプラス」「スーパースムーズEX」対応。高速ハンドオーバーを行うため、無線機を2台搭載していた。
AP-32
「MOZIO」「Aメールプラス」「スーパースムーズ」対応。
AJ-33
AJ-32の改良型。
AT-33
「MOZIO」「Aメールプラス」「スーパースムーズEX」対応。
AP-33
「MOZIO」「Aメールプラス」「スーパースムーズ」対応。
AJ-35
フリップ型。「MOZIO」「Aメールプラス」「スーパースムーズEX」対応。

#### アステル ドットi シリーズ
AJ-51
「ドットi」サービス対応。詳細はAJ-51を参照のこと。

#### その他の音声端末
AX-W1
ミヨシ電子製。大きいボタン・簡単操作が特徴のシンプルなPHS端末。
A831
PHS・ポケベル一体型端末

### データ通信端末
AN-X1
PCカードType IIサイズ。データ通信端末であると共に、音声端末と接続しデータ通信カードとしても使用可能。音声端末接続時には、センター合成方式での64kbpsデータ通信サービスが利用できる。
MA-N2
CFカードType IIサイズ。PIAFS2.1(64kbps)に対応しているが、ネットワークが対応していない地域ではPIAFS1.0(32kbps)での利用にとどまる。eo64エアやMEGA EGG 64などのPHSデータ通信サービス専用端末として利用されているほか、アステル東京でもデータ通信用として販売された。
MA-N3
CFカードType IIサイズ。MA-N2の機能に加え、無線LANに対応した。eo64エア専用端末として、ケイ・オプティコムでのみ販売。

## 過去の地域別アステル各社の特徴
アステル九州（アステル九州→九州通信ネットワーク）
日本で初めて事業停止したPHS事業者。
アステル北海道（アステル北海道→北海道総合通信網）
32kbpsの定額制PHSデータ通信サービス「定額ダイヤルアップ接続サービス」を提供していた。ウィルコムのエアーエッジよりも早く、2000年3月1日に開始した。
アステル北陸（アステル北陸→北陸通信ネットワーク）
独自網だったアステル北陸サービスのバックボーンとなる同社のISDNそのものも同時に廃止され、同社の電話番号は、050番号帯によるIP電話番号ないしはNTT西日本の番号に切り替わった。32kbpsの定額制PHSデータ通信サービス「ねっとホーダイ」（2000年5月1日開始）を提供していた。
アステル関西（アステル関西→ケイ・オプティコム（現・オプテージ））
アステル関西の新規受付終了以降、新規受付終了は各社とも発表日に即日実施されるようになった。
アステル中国（アステル中国→中国情報システムサービス→エネルギア・コミュニケーションズ）
アステル沖縄（アステル沖縄→ウィルコム沖縄に事業譲渡）
2005年1月25日に、ウィルコム80%出資の新会社（ウィルコム沖縄）に事業承継し、アステル沖縄は解散した。
アステル四国（アステル四国→四国情報通信ネットワーク→エスティネット→STNet）
定額制PHSデータ通信サービス「ねっとホーダイ」（22〜翌1時に接続制限時間帯あり、2000年3月15日開始）、時間帯無制限の「ねっとホーダイ24」（2002年3月1日開始）を提供していた。
アステル中部（アステル中部→中部テレコミュニケーション）
エリア内での夜7時から翌朝までのアステル中部同士の通話が1分5円になる「5円コール」を実施。
アステル東京（アステル東京→東京電話アステル（TTNet）→アステル東京（YOZAN））
2005年4月20日テレメトリングプランを除きPHS新規受付終了。2005年11月30日PHS音声サービスの終了。それ以降もボイススポットフォン（VSフォン）・テレメトリングサービス・児童見守りサービスのみ存続したが、テレメトリングサービスは存続と引き換えに基本料金が約4倍と大幅値上げされた。
VSフォンは2006年5月31日、他のサービスのうちPHS網を用いたものは同年6月30日をもってサービス停止、同日をもって同社のPHS事業は完全停波した。
PHS基地局については、音声PHSの撤退に伴い、存続サービスを除き利用のないものを順次撤去していった。またPHS完全停波後は、撤去され、その設置場所に新サービスのための無線LANなどの局を設置するとしていた。しかしYOZANの経営悪化によって頓挫し、基地局だけが今も野ざらしとなっている。
アステル東北（アステル東北→東北インテリジェント通信）
東北エリア内（東北7県）でのアステル同士の通話には、「どこでも市内コール」が適用され、3分30円（正確には90秒10円＋アクセスチャージ10円でこの料金）と、公衆電話から市内通話できるレベルの料金が停波まで存在した。なお、アステルグループとしては唯一、ウィルコムのウィルコム定額プランが相手先として適用となった。
アステル音声PHSサービスの中で最後まで存続していた。2006年12月20日にサービス終了。